# Tordeuse du pois
Cydia nigricana
Espèce
La Tordeuse du pois (Cydia nigricana) est une espèce de lépidoptères (papillons) de la famille des Tortricidae qui vit en Europe. C'est un ravageur des cultures dont les chenilles se nourrissent au détriment des pois (Pisum), des gesses (Lathyrus) et des vesces (Vicia).